# Relaciones Chile-Irlanda
Las relaciones entre Chile e Irlanda son las relaciones internacionales entre la República de Chile y la República de Irlanda. Aproximadamente 120.000 nacionales chilenos son de origen irlandés. Ambas naciones son miembros de las Naciones Unidas y de la Organización de Cooperación y Desarrollo Económicos (OCDE).

## Historia

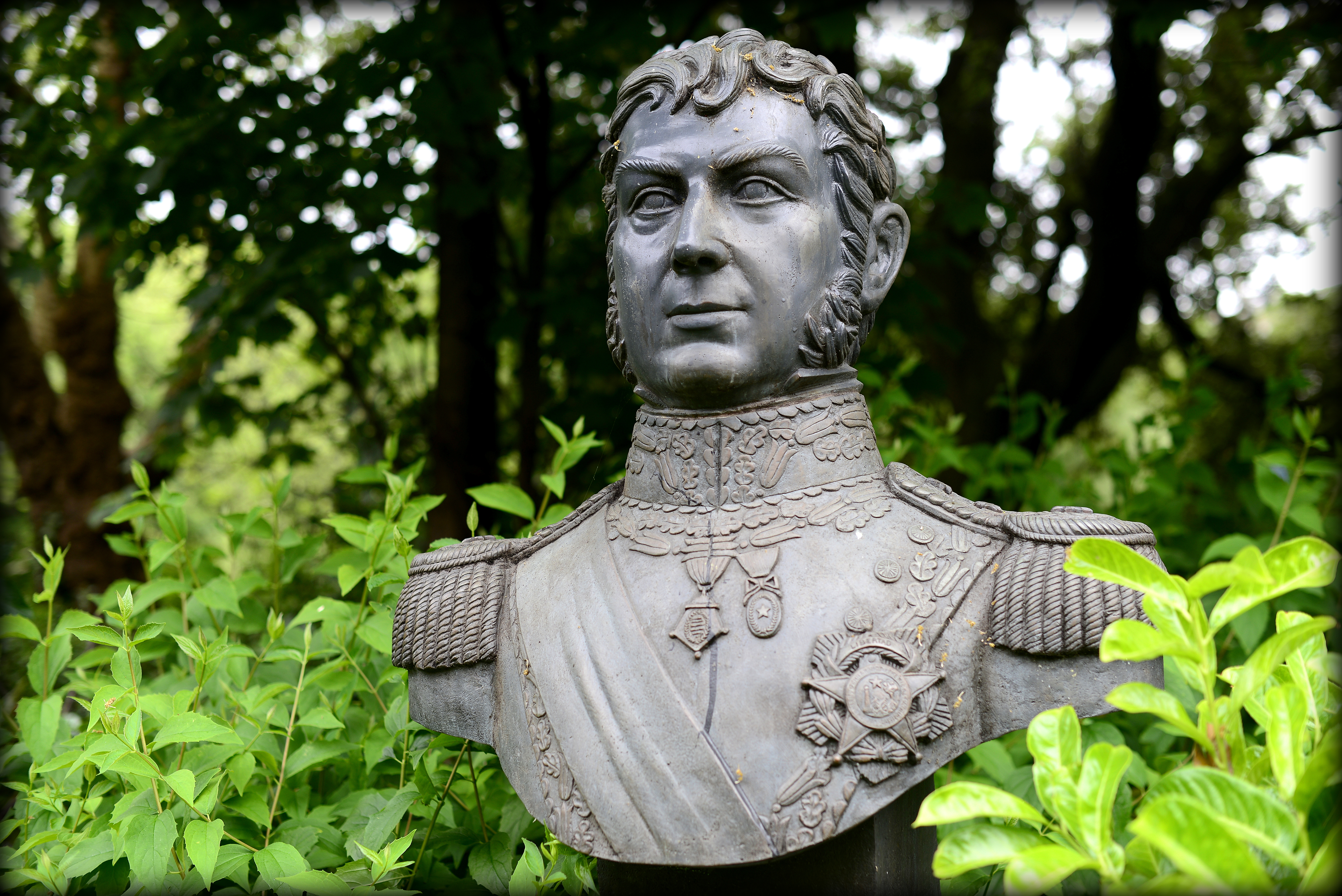
Busto del libertador chileno, Bernardo O' Higgins en Dublín, Irlanda

Los primeros irlandeses que llegaron al actual Chile podrían haber formado parte de un contingente de soldados irlandeses que abandonaron Irlanda para servir en países principalmente católicos y fueron conocidos como "Vuelo de los Gansos Salvajes". Los soldados irlandeses formaron parte del séquito español durante su conquista y colonización de Chile en el siglo XVI. En 1763, el noble irlandés Ambrosio O'Higgins, 1r marqués de Osorno Ambrosio O'Higgins llegó a Chile al servicio de España. De 1788 a 1796, Ambrosio se convirtió en el Gobernador Real de Chile y más tarde fue promovido como Virrey del Perú (que incluía a Chile) de 1796 - 1801. En 1778, el hijo de Ambrosio, Bernardo O'Higgins nació en Chillán. Bernardo sería más tarde conocido como líder de la independencia de Chile y Director Supremo de Chile e independiente de Chile de 1817-1823. El oficial militar chileno nacido en Irlanda, Juan Mackenna, también es considerado un héroe de la independencia chilena y está acreditado para crear el Cuerpo de Ingenieros Militares del Ejército Chileno.
Pronto después de la guerra de independencia irlandesa del Reino Unido, Irlanda comenzó a desarrollar sus relaciones diplomáticas con América Latina y envió al primer representante de la República de Irlanda Frank W. Egan y Patrick Little en 1921 a Chile para ayudar a recaudar fondos de prominentes familias irlandesas en el país para Irlanda.
De 1973 a 1990, Chile entró en una dictadura militar dictada por el General Augusto Pinochet. Durante este período de tiempo, muchos ciudadanos chilenos que estaban en contra del gobierno partieron al exilio político hacia otros países, incluyendo Irlanda, donde aprox. 120 ciudadanos chilenos solicitaron asilo político. En 1988, el futuro presidente irlandés Michael D. Higgins llegó a Chile como observador de elecciones internacionales durante el plebiscito nacional chileno. En 1990, el primer presidente democráticamente elegido de Chile tras la dictadura militar fue Patricio Aylwin, de ascendencia irlandesa. A principios de la década de 1990, tanto Chile como Irlanda establecieron relaciones diplomáticas y en 2002, Chile abrió su primera embajada residente en la capital irlandesa. En 2018, Irlanda abrió su embajada en Santiago, tras años de concurrencia desde Buenos Aires.

## Visitas de alto nivel
Visitas de alto nivel de Chile a Irlanda
- Presidente Ricardo Lagos (2003)

Visitas de alto nivel de Irlanda a Chile
- Presidenta Mary Robinson (1995)
- Presidenta Mary McAleese (2004)
- Presidente Michael D. Higgins (2012)

## Acuerdos bilaterales
En 2005, Chile e Irlanda firmaron un acuerdo para evitar la doble imposición. En 2016, ambas naciones firmaron un acuerdo Working holiday visa.

## Relaciones económicas
En 2002, Chile firmó un Tratado de libre comercio con la Unión Europea (lo cual incluye a Irlanda). En 2017, el comercio entre Chile e Irlanda ascendió a €400 millones de euros. Las principales exportaciones de Chile a Irlanda incluyen: vino chileno; comida y animales vivos; productos químicos y productos relacionados. Las principales exportaciones de Irlanda a Chile incluyen: maquinaria y equipo de transporte; pólizas de seguros; servicios informáticos y de información; y alcohol.
En 2022, el intercambio comercial entre ambos países ascendió a los 272 millones de dólares estadounidenses, lo que supuso un 8,8% de crecimiento promedio anual en los últimos cinco años. Los principales productos exportados por Chile fueron vinos, preparaciones a base de té y manzanas frescas, mientras que Irlanda exportó mayoritariamente anticuerpos monoclonales, preparaciones para exámenes radiológicos y medicamentos.
En el Índice de Libertad Económica de 2017, Irlanda se posicionó en el noveno puesto del ranking, mientras que Chile en el décimo puesto mundial.

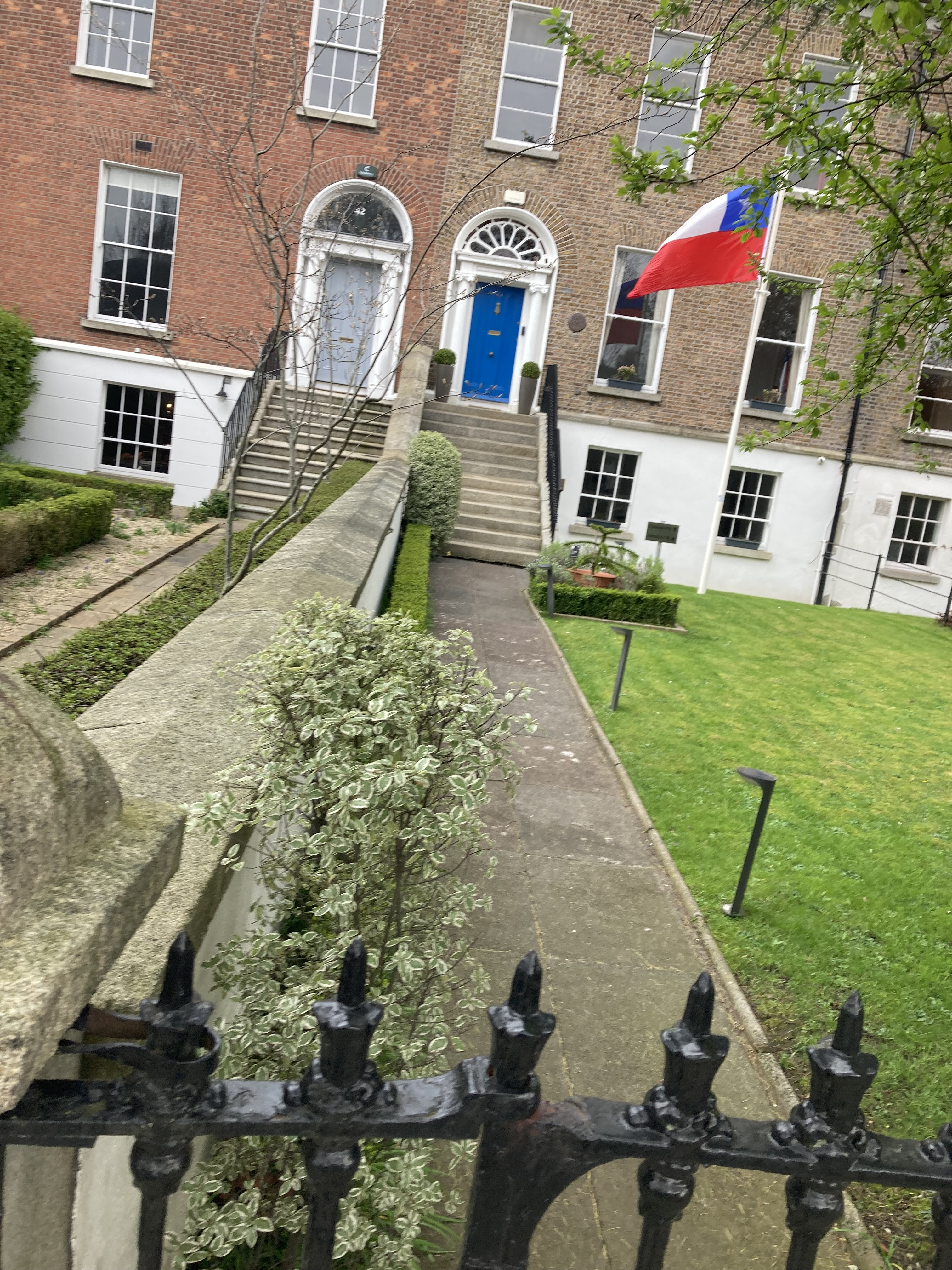
Embajada de Chile en Dublín

## Misiones diplomáticas
- Chile tiene una embajada en Dublín.[13]
- Irlanda tiene una embajada en Santiago.[14]